# Перметрин
Перметри́н,  3-Феноксибензиловый эфир 3-(2,2-дихлорэтенил)-2,2- диметилциклопропанкарбоновой кислоты — инсектицид, акарицид, действующее вещество репеллентов и наружных лекарственных средств. Вещество относится к группе пиретринов (пиретроидов). 

## Физические свойства
Перметрин — легкоплавкое твёрдое вещество, прозрачные кристаллы, при повышении температуры — вязкая жидкость жёлтого цвета с оранжево-коричневым оттенком.
Температура кипения 200 °C (473 K), температура плавления 34 °C (307 K).
В воде практически не растворяется (растворимость — 5,5⋅10−3 частей на миллион).

## Применение
Перметрин применяется в качестве инсектицидного, в частности, акарицидного, средства.
Нанесённый на кожу перметрин является скабицидом (убивает чесоточных клещей и их яйца) и педикулицидом (убивает вшей). Он используется в медицине как наружное средство при чесотке, иногда при педикулёзе  и демодекозе.
Перметрин применяется только наружно. Типичная лекарственная форма — крем с 5 % перметрина.

## Механизм действия
Действие обусловлено нарушением ионной проницаемости натриевых каналов и торможением процессов поляризации (реполяризации) мембраны нервных клеток вшей, блох, клещей (в т.ч. чесоточных) и других эктопаразитов типа членистоногих, что приводит к парализующему эффекту.

## Эффективность и безопасность
В качестве скабицида перметрин имеет эффективность, близкую к ивермектину. В сравнении с эсдепаллетрином он имеет такую же высокую эффективность при лечении чесотки, обычно достаточно однократного нанесения препарата (в 94–98 % случаев пациент излечивается).
Перметрин более эффективен, чем кротамитон и cерная мазь
Перметрин может вызвать раздражение на коже и, иногда, аллергию.
Несмотря на использование перметрина в качестве действующего вещества в некоторых инсектицидных препаратах для кошек, перметрин для кошек токсичен, приводит к различным осложнениям и, в отдельных случаях, к смерти. Токсичность перметрина для кошек подтверждена многочисленными международными исследованиями.